# Millennium Tower (Сан-Франциско)
Millennium Tower («Башня тысячелетия») — небоскрёб в США, являющийся самым высоким жилым зданием Сан-Франциско.
Входит в состав комплекса 301 Mission Street, состоящего из двух зданий: 58-этажного Millennium Tower и 12-этажной башни. Millennium Tower был удостоен в 2008—2010 годах ряда наград от нескольких инженерных и архитектурных организаций.
Сооружение небоскрёба было предложено компанией Millennium Partners в 2002 году; в него входили жилые помещения и отель на 136 номеров для длительного проживания. Проект был одобрен в 2003 году городской комиссией S.F. Planning Commission 4-1, и строительство здания началось в 2005 году. Millennium Tower стал первым высотным зданием, построенным в центре города за 20 лет.
Здание было построено в 2009 году; в 2013 году в нём было продано последнее помещение, в результате чего общий объём продаж составил 750 миллионов долларов США, что на 25 процентов превышает затраты на разработку и сооружение в размере 600 миллионов долларов.
Задуманный Mission Street Development LLC, дочерней компанией Millennium Partners, проект стоимостью 350 миллионов долларов США был архитектурной фирмой Handel Architects, спроектирован инженерами DeSimone Consulting Engineers и построен компанией Webcor Builders. Высотой 197 метров Millennium Tower стал самым высоким бетонным сооружением в Сан-Франциско, четвёртым по высоте зданием в городе. Каждый этаж этого здания имеет площадь 1300 м². В дополнение к 58-этажному Millennium Tower у северо-восточной части здания оконечности комплекса имеется 12-этажная башня высотой 38 метров. Между ними (расстояние 13 метров) сооружён двухэтажный стеклянный атриум. В комплексе имеется ресторан и бар International Smoke, расположенный на первом этаже небоскрёба.
6 сентября 2010 года Дэн Гудвин, также известный как SpiderDan и Skyscraperman, взобрался на Millennium Tower по внешней стене здания. Он был арестован полицией Сан-Франциско, которая обвинила его в нарушении общественного порядка.

## Проблема наклона
В 2015 году разработчики выяснили, что небоскрёб начал чрезмерно проседать и, что ещё важнее и опаснее, наклоняться. В следующем году об этом была уведомлена общественность. Обследование, проведённое в 2016 году, показало, что здание просело на 41 см, и наклон его от вертикали составил 15 сантиметров. По состоянию на 2018 год просадка небоскрёба увеличилась до 46 см, а наклон достиг 36 сантиметров. В начале 2022 года было объявлено, что наклон достиг 66 сантиметров. Инженеры предупреждают, что если крен будет развиваться такими же темпами, то скоро будет достигнут максимальный показатель 100 см, когда внутренние системы здания, включая канализацию, водопровод и лифты, просто откажут. Застройщик возлагает вину за осадку Millennium Tower на организацию Transbay Joint Powers Authority, которая отвечала за строительство соседнего Transbay Transit Center (TTC).
4 декабря 2018 года Рональд Гамбургер (Ronald Hamburger), старший инженер компании Simpson Gumpertz & Heger, в пресс-релизе сообщил, как будет решаться проблема наклона здания. Решение будет включать установку 52 свай вдоль северной и западной сторон небоскрёба на глубину 76,2 метра. Предполагалось, что ремонт обойдётся примерно в 100 миллионов долларов. Реализация этого проекта по укреплению фундамента началась в середине ноября 2020 года. Проблема наклона здания была под пристальным вниманием после происшедшего в июне 2021 года обрушения жилого дома в Серфсайде, штат Флорида. Работы были приостановлены в августе 2021 года после того, как небоскрёб неожиданно сместился на один дюйм после установки 39 из 52 свай. 10 сентября 2021 года городские власти Сан-Франциско сообщили руководству Millennium Tower, что работы необходимо остановить и возобновить их тогда, когда город рассмотрит обновлённый подход к строительству.